# Искам Америка
„Искам Америка“ е български игрален филм (трагикомедия) от 1991 година, по сценарий и режисура на Киран Коларов. Оператор е Виктор Чичов. Музиката във филма е композирана от Кирил Дончев.

## Актьорски състав
- Стефан Данаилов – режисьорът Паскалев
- Невена Коканова – Мария
- Антон Радичев – Смокиновият белег
- Стефан Мавродиев – другарят Георгиев

С участието на:
- Георги Стайков – Динко
- Михаил Мутафов – бай Паскал Паскалев
- Ирина Алфьорова (като Ирина Алферова) – рускинята Лариса
- Касиел Ноа Ашер (като Десислава Спасова) – скриптърката
- Вълчо Камарашев – директорът на продукция
- Никола Тодев – бай Иван, реквизиторът
- Катерина Евро – гардеробиерката
- Исмаил Яшар Хабил
- Асения Краева
- Венцислав Вълчев - управителят на хотела
- Стефан Бобадов
- Иван Самоковлиев
- Мартина Вачкова – гримьорката
- Тодор Генов
- Виктор Чичов – операторът (не е посочен в надписите на филма като актьор)

и децата:
- Тома Томов
- Фани Коларова
- Пламен Филипов
- Диян Иванов